# Dolmen de La Mina
El Dolmen de La Mina  (Molinilla) es un monumento megalítico funerario ubicado en el sureste Molinilla y noroeste de Salcedo, dentro del municipio de Lantarón, en el Territorio Histórico de Álava, formando parte del patrimonio cultural vasco, en la categoría de conjunto monumental.

## Localización
Este dolmen está situado en jurisdicción de Molinilla, a igual distancia de Leciñana del Camino, Molinilla y Salcedo. Está en una ladera, emplazamiento poco habitual ya que estos monumentos suelen situarse en los fondos de los valles. Está al suroeste de Molinilla y a 800 metros al nordeste del dolmen de La Lastra de Salcedo. Los dólmenes de La Mina y La Lastra forman un perfecto nortesur, es decir, una alineación 0°-180° Debido a la enorme importancia que en tiempos megalíticos se le dio a las orientaciones El paisaje que se observa desde el dolmen en dirección SE controla toda la vaguada que desciende hasta el pueblo de Salcedo.
Por el lado Oeste, y rozando al túmulo dolménico pasa un camino carretil llamado camino salinero, que subiendo de Salcedo conduce al lago de Arreo. A 200 m hacia el Este discurre un arroyo cuyas aguas vierten al Ebro.
La provincia de Álava es la más completa de España desde el punto de vista megalítico. La variedad es la característica de este megalitismo.

## Descripción
Conserva parcialmente el túmulo, aunque se encuentra muy modificado debido a las labores agrícolas. Las últimas interpretaciones lo han considerado un sepulcro de corredor con cámara poligonal y que contaría con un segundo espacio o antecámara. Este segundo espacio podría haber sido resultado del desplazamiento de las losas que formaban el corredor o tal vez haber sido concebido como un recinto aparte. Una última hipótesis, avalada por la apariencia de fragmentos de cerámica campaniforme, apuntaría a que se trata de una cista de época campaniforme realizada con posterioridad en el túmulo del dolmen.
El túmulo, de planta ovalada, destaca notoriamente sobre el terreno. Presenta una altura de 2 metros y unas dimensiones en el más largo de sus ejes de 23 metros (E-W). Éste túmulo va creciendo en sus bordes, al recibir nuevos aportes resultado de la constante roturación de los campos que le rodean. Se encuentra en medio de campos de cereal, por lo que los trabajos agrícolas han perfilado claramente el monumento, creando el límite del túmulo casi vertical.

## Historia
El nombre La Mina es del término en que se halla enclavado el dolmen, y nombre utilizado por los arqueólogos José Miguel Barandiarán y Domingo Fernández Medrano. Pero es conocido en Molinilla con el nombre de La Horca, porque según creencia popular eran ahorcados allí los malhechores.
Fue localizado por Amancio Landaburu en 1927. El 30 de marzo de 1942, Fernández Medrano confirmó el hallazgo y vio que estaba revuelto al utilizarse como refugio a principios del siglo XX. Junto a L. Arbaiza y L. Vallejo realizó una excavación de reconocimiento continuada en agosto de 1943 por los tres investigadores, más el Marqués del Marquesado de Loriana. En septiembre de 1951 acometió Fernández Medrano la última intervención completada con el levantamiento topográfico y fotografías que realizó el mismo autor junto a J. M. de Barandiarán el 11 de abril de 1956. Jesús Elósegui lo incluyó en su Catálogo dolménico del País Vasco con el número 1928. Posteriormente, diferentes investigadores han citado dicho dolmen en sus trabajos como J. M. Apellániz, A. Cava, T. Andrés y J. J. Vivanco. Periódicamente, desde el Museo de Arqueología de Álava, se efectúa una limpieza del monumento y de su entorno, dentro del programa de mantenimiento del Patrimonio Arqueológico.

### Hallazgos
Un elemento frecuente dentro del conjunto lítico del dolmen de La Mina son las puntas de flecha. Se encontraron una serie de cuentas para adorno personal. En hueso también se halló un ejemplar con tendencia troncocónica pulida interior y exteriormente, y un colgante de canino de suido pulimentado y perforado en la raíz. También una esquirla apuntada y un fragmento de espátula de sección plana. En metal había una moneda de bronce, y un fragmento de hierro.
Dentro del dolmen localizaron una punta de punzón de metal de cobre o bronce y un fragmento de lámina de cobre o bronce. Encontraron 140 fragmentos en cerámica que en muy pocos casos se han podido asociar a la misma pieza. Así la etapa campaniforme y una posterior reutilización del yacimiento en el Bronce quedan atestiguadas por la presencia del campaniforme internacional y por los fragmentos cerámicos con perfiles y decoraciones del Bronce.